# 中国电力科学研究院

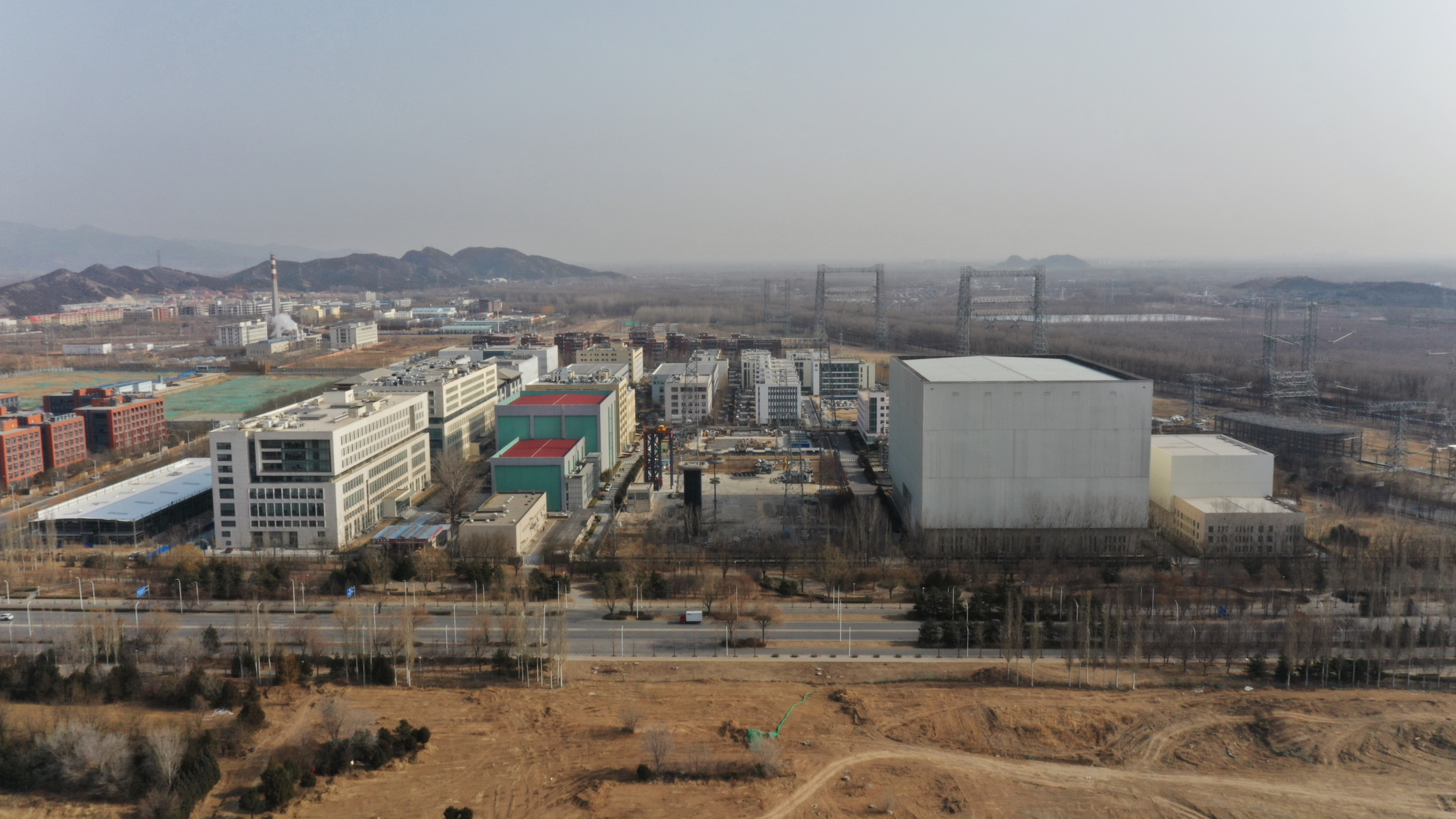
位于南邵镇的中国电力科学研究院昌平基地外景

中国电力科学研究院是国家电网有限公司直属科研单位，总部位于北京市海淀区小营东路15号，1951年成立，曾拥有11个研究所、一个国家级工程研究中心、一个部级质量检测中心（含9个质检站）和研究生部及博士后流动站。

## 现状
2011年转制为国家电网公司全资科技型企业中国电力科学研究院有限公司，继续从事科研开发、承担重大工程和人才培养等方面工作。

## 校友
- 宋永华
- 周孝信院士